# Patricia Garfield
Patricia Garfield (* 31. August 1934; † 22. November 2021) war eine US-amerikanische Psychologin und Traumforscherin. Sie lebte in der San Francisco Bay Area, verheiratet mit einem Psychotherapeuten. Sie begann mit ihrem Traumtagebuch mit 14 Jahren im Jahre 1949 und führte es über 50 Jahre lang weiter, mit über 20.000 Traumaufzeichnungen.

## Leben
Mit fünf weiteren Traumexperten gründete Patricia Garfield die Gesellschaft für Traumforschung (orig.: Association for the Study of Dreams, ASD), die heute weltweit über 900 prominente Traumdeuter, Forscher und Schriftsteller umfasst.
1968 bekam sie nach ihrem Psychologie-Studium an der Temple University in Philadelphia (Pennsylvania, USA) den Ph.D. der klinischen Psychologie verliehen, gefolgt von einer mehrjährigen Lehrtätigkeit an der Temple-Universität und anderen Colleges in den ganzen USA, inklusive die Universitäten University of California, Berkeley, University of California, San Diego, University of California, Irvine und University of California, Santa Cruz, sowie in Indien (Jaipur), Holland (Leiden) etc.

## Werke (Auswahl)
- Creative Dreaming (Simon & Schuster, 1974; 1995)
- Pathway to Ecstasy: The Way of the Dream Mandala (Holt, Rinehart & Winston, 1979; Prentice Hall, 1989)
- Your Child's Dreams (Ballantine, 1984)
- Women's Bodies, Women's Dreams (Ballantine, 1988, 1991), deutsch: Frauen träumen anders, 1989
- The Healing Power of Dreams (Simon & Schuster, 1991)
- The Dream Messenger: How Dreams of the Departed Bring Healing Gifts (Simon & Schuster, 1997).

Übersetzungen existieren in 11 Sprachen, darunter Russisch, Japanisch und Ungarisch.